# Senegal en los Juegos Paralímpicos de Londres 2012
Senegal estuvo representado en los Juegos Paralímpicos de Londres 2012 por un deportista masculino. El equipo paralímpico senegalés no obtuvo ninguna medalla en estos Juegos.